# Agenci paranormalni
Agenci paranormalni (ang. Ghosted) – amerykański serial telewizyjny (komedia, fantastyka naukowa) wyprodukowany przez Crowley Etten Productions, Gettin' Rad Productions, 3 Arts Entertainment oraz 20th Century Fox Television, który twórcą jest  Tom Gormican. Serial był emitowany od 1 października 2017 roku do 24 czerwca 2018 roku przez FOX, natomiast w Polsce jest emitowany od 5 listopada 2017 roku na Fox Comedy.
28 czerwca 2018 roku, stacja ogłosiła anulowanie serialu.

## Fabuła
Serial opowiada o Leroyu i Maxie, którzy pracują dla tajnej agencji rządowej zajmującej się paranormalnymi niewyjaśnionymi sprawami w Los Angeles.

## Obsada

### Główna
- Craig Robinson jako Leroy Wright[4]
- Adam Scott jako Max Jennifer[4]
- Amber Stevens West jako Annie[5]
- Ally Walker jako kapitan Ava Lafrey[6]
- Adeel Akhtar jako Barry[7]

## Odcinki
| Sezon | Odcinki | Oryginalna emisja w FOX | Oryginalna emisja w FOX | Oryginalna emisja w Fox Comedy | Oryginalna emisja w Fox Comedy |
| Sezon | Odcinki | Premiera sezonu         | Finał sezonu            | Premiera sezonu                | Finał sezonu                   |
| ----- | ------- | ----------------------- | ----------------------- | ------------------------------ | ------------------------------ |
| 1     | 16      | 1 października 2017     | 22 lipca 2018           | 5 listopada 2017               | 21 lipca 2018                  |

### Sezon 1 (2017-2018)
| Nr | Tytuł                                   | Reżyseria            | Scenariusz                | Premiera w FOX       | Premiera w Fox Comedy |
| -- | --------------------------------------- | -------------------- | ------------------------- | -------------------- | --------------------- |
| 1  | 'Zaginiony agent' Pilot                 | Jonathan Krisel      | Tom Gormican, Kevin Etten | 1 października 2017  | 5 listopada 2017      |
| 2  | 'Halloween' Bee-Mo                      | Lynn Shelton         | Blake McCormick           | 8 października 2017  | 5 listopada 2017      |
| 3  | 'Szepty' Whispers                       | Dean Holland         | Sally Bradford McKenna    | 15 października 2017 | 12 listopada 2017     |
| 4  | 'Zakaz opuszczania budynku' Lockdown    | Rob Schrab           | Sean Clements             | 22 października 2017 | 12 listopada 2017     |
| 5  | 'Maszyna' The Machine                   | Kyle Newacheck       | Leila Strachan            | 5 listopada 2017     | 19 listopada 2017     |
| 6  | 'Sam' Sam                               | Jamie Babbit         | Ryan Ridley               | 12 listopada 2017    | 19 listopada 2017     |
| 7  | 'Łowcy duchów' Ghost Studz              | Michael Patrick Jann | Sarah Peters              | 19 listopada 2017    | 27 stycznia 2018      |
| 8  | 'Przejażdżka na sianie' Haunted Hayride | Rob Schrab           | Kevin Etten, Tom Gormican | 3 grudnia 2017       | 27 stycznia 2018      |
| 9  | 'Zagubieni w lesie' Snatcher            | Jen Arnold           | Blake McCormick           | 7 stycznia 2018      | 10 lutego 2018        |
| 10 | Kabel The Wire                          | Jeffrey Blitz        | Paul Lieberstein          | 10 czerwca 2018      | 2018                  |
| 11 | Degradacja The Demotion                 | Jennifer Arnold      | Adam Barr                 | 10 czerwca 2018      | 14 lipca 2018         |
| 12 | Przeczucie The Premonition              | Jay Karas            | Rebecca Addelman          | 17 czerwca 2018      | 14 lipca 2018         |
| 13 | Artykuł The Article                     | Jude Weng            | Leo Allen                 | 24 czerwca 2018      | 21 lipca 2018         |
| 14 | Nie do wiary Unbelievable               | Claire Scanlon       | Charla Lauriston          | 8 lipca 2018         | 21 lipca 2018         |
| 15 | Samolot The Airplane                    | Matt Sohn            | Andy Blitz                | 15 lipca 2018        | 21 lipca 2018         |
| 16 | Cześć chłopaki Hello Boys               | Wendey Stanzler      | Ryan Ridley               | 22 lipca 2018        | 21 lipca 2018         |

## Produkcja
1 września 2016 roku stacja FOX ogłosiła zamówienie pilotowego odcinka komedii.
Pod koniec stycznia 2017 roku poinformowano, że główne role zagrają Craig Robinson i Adam Scott.
W marcu do obsady dołączyli: Ally Walker jako kapitan Ava Lafrey oraz Adeel Akhtar jako Barry.
10 maja 2017 roku stacja  FOX ogłosiła, że zamówienie pierwszego sezonu dramatu, który zadebiutuje w sezonie telewizyjnym 2017/2018.
W lipcu 2017 roku poinformowano, że w rolę Annie otrzymała Amber Stevens West
Pod koniec listopada 2017 roku stacja FOX zamówiła 6 dodatkowych odcinków oraz ogłosiła nowego producenta prowadzącego, którym został Paul Lieberstein.